# Eubolepia
Eubolepia é um gênero de traça pertencente à família Agonoxenidae.